# Atletismo nos Jogos Pan-Americanos de 2019 - 1500 m feminino
A competição dos 1500 m rasos feminino foi um dos eventos do atletismo nos Jogos Pan-Americanos de 2019, em Lima, no Peru. A prova foi realizada no dia 9 de agosto.

## Calendário
Horário local (UTC-5).
| Data        | Horário | Fase  |
| ----------- | ------- | ----- |
| 9 de agosto | 17:35   | Final |

## Medalhistas
| Ouro   | USA Nikki Hiltz        |
| Prata  | JAM Aisha Praught-Leer |
| Bronze | USA Alexa Efraimson    |

## Recordes
Recordes mundial e pan-americano antes da disputa dos Jogos Pan-Americanos de 2019.
| Tipo                             | Atleta         | Tempo   | Local    | Data                |
| -------------------------------- | -------------- | ------- | -------- | ------------------- |
|                                  | Genzebe Dibaba | 3:50.07 | Mónaco   | 17 de julho de 2015 |
| Recorde dos Jogos Pan-Americanos | Mary Decker    | 4:05.70 | San Juan | 13 de julho de 1979 |

## Resultados

### Final
Os resultados foram os seguintes:  
| Colocação         | Atleta              | Nacionalidade      | Tempo   | Notas                |
| ----------------- | ------------------- | ------------------ | ------- | -------------------- |
| Medalha de ouro   | Nikki Hiltz         | USA Estados Unidos | 4:07.14 |                      |
| Medalha de prata  | Aisha Praught-Leer  | JAM Jamaica        | 4:08.26 |                      |
| Medalha de bronze | Alexa Efraimson     | USA Estados Unidos | 4:08.63 |                      |
| 4                 | Laura Galván        | MEX México         | 4:10.53 | Recorde pessoal      |
| 5                 | María Pía Fernández | URU Uruguai        | 4:10.93 | Recorde pessoal      |
| 6                 | Muriel Coneo        | COL Colômbia       | 4:11.97 | Recorde da temporada |
| 7                 | Rose Mary Almanza   | CUB Cuba           | 4:14.81 | Recorde da temporada |
| 8                 | July da Silva       | BRA Brasil         | 4:19.25 |                      |
| 9                 | Alma Cortes         | MEX México         | 4:22.29 |                      |
| 10                | Mariana Borelli     | ARG Argentina      | 4:22.50 |                      |
| 11                | Angelin Figueroa    | PUR Porto Rico     | 4:25.28 |                      |

Legenda
| Recorde mundial                  | Recorde mundial (World record)               |                       | Recorde africano                      | Recorde africano (African) |                                           | Q | Classificado por posição (Qualified) |
| Recorde dos Jogos Pan-Americanos | Recorde pan-americano (Pan-American record)  | Recorde da América    | Recorde da América (Americas)         | q                          | Classificado por melhor tempo (Qualified) |   |                                      |
| Melhor marca do ano              | Melhor marca do ano (World leading)          | Recorde asiático      | Recorde asiático (Asian)              | DNS                        | Não largou (Did not start)                |   |                                      |
| Recorde nacional                 | Recorde nacional (National record)           | Recorde europeu       | Recorde europeu (European)            | DNF                        | Não terminou (Did not finish)             |   |                                      |
| Recorde pessoal                  | Recorde pessoal do atleta (Personal best)    | Recorde da Oceania    | Recorde da Oceania (Oceania)          | DSQ / DQ                   | Desclassificado (Disqualified)            |   |                                      |
| Recorde da temporada             | Recorde da temporada do atleta (Season best) | Recorde sul-americano | Recorde sul-americano (South America) | NM                         | Sem marca (No mark)                       |   |                                      |